# وثوق الدولة
ميرزا حسن خان وثوق الدولة (بالفارسية: میرزا حسن خان وثوق‌الدوله) (1 أبريل 1868 - 3 فبراير 1951) المعروف اختصارًا باسم وثوق الدولة. كان رئيس وزراء إيران لمرتين وأحد رجال الدولة المؤثرين في أواخر العهد القاجاري، وهو شقيق أحمد قوام.
وتعود شهرته في تاريخ إيران إلى اتفاقية عام 1919م التي عهدت بشؤون البلاد والجيش الإيراني إلى مستشارين بريطانيين. جعلته هذه الاتفاقية مكروهاً ومتهماً بالخيانة في أذهان الإيرانيين. وكان وثوق الدولة أيضاً عضواً في المجلس الأعلى الذي أصدر حكم الإعدام على الشيخ فضل الله النوري.